# مارلين تشامبرز
مارلين تشامبرز (بالإنجليزية: Marilyn Chambers)‏ (22 أبريل 1952 - 12 أبريل 2009) هي ممثلة إباحية وراقصة وعارضة أمريكية، واشتهرت بفيلمها الإباحي الأول عام 1972 وراء الباب الاخضر وفيلمها الإباحي عام 1980 بعنوان النهم Insatiable. وضعت في المرتبة السادسة في قائمة أفضل 50 نجما اباحيا على الإطلاق من مجلة AVN، وصنفتها مجلة بلاي بوي كواحدة من أفضل 100 نجوم الجنس في القرن في عام 1999. ورغم أنها كانت تعرف في المقام الأول لعملها الإباحي، وفقد انتقلت بنجاح نحو السينما السائدة وأطلق عليها «أشهر ممثلة إباحية عابرة للأصناف».

## روابط خارجية
- مارلين تشامبرز على موقع IMDb (الإنجليزية)
- مارلين تشامبرز على موقع روتن توميتوز (الإنجليزية)
- مارلين تشامبرز على موقع ألو سيني (الفرنسية)
- مارلين تشامبرز على موقع ميوزك برينز (الإنجليزية)
- مارلين تشامبرز على موقع قاعدة بيانات الأفلام السويدية (السويدية)
- مارلين تشامبرز على موقع إن إن دي بي (الإنجليزية)
- مارلين تشامبرز على موقع ديسكوغز (الإنجليزية)
- مارلين تشامبرز على موقع قاعدة بيانات الفيلم (الإنجليزية)
- مارلين تشامبرز على موقع كينوبويسك (الروسية)